# Wereldkampioenschap wegrace 2000
Het wereldkampioenschap wegrace seizoen 2000 was het 52e in de geschiedenis van het door de FIM georganiseerde wereldkampioenschap wegrace.

## Kalender
| Ronde | Datum        | Grand Prix              | Locatie        | Winnaar 125 cc    | Winnaar 250 cc | Winnaar 500 cc    | Verslag |
| ----- | ------------ | ----------------------- | -------------- | ----------------- | -------------- | ----------------- | ------- |
| 1     | 19 maart     | GP van Zuid-Afrika      | Welkom         | Arnaud Vincent    | Shinya Nakano  | Garry McCoy       | Verslag |
| 2     | 2 april      | GP van Maleisië         | Sepang         | Roberto Locatelli | Shinya Nakano  | Kenny Roberts jr. | Verslag |
| 3     | 9 april      | GP van Japan            | Suzuka         | Youichi Ui        | Daijiro Kato   | Norick Abe        | Verslag |
| 4     | 30 april     | GP van Spanje           | Jerez          | Emilio Alzamora   | Ralf Waldmann  | Kenny Roberts jr. | Verslag |
| 5     | 14 mei       | GP van Frankrijk        | Le Mans        | Youichi Ui        | Tohru Ukawa    | Àlex Crivillé     | Verslag |
| 6     | 28 mei       | GP van Italië           | Mugello        | Roberto Locatelli | Shinya Nakano  | Loris Capirossi   | Verslag |
| 7     | 11 juni      | GP van Catalonië        | Catalunya      | Simone Sanna      | Olivier Jacque | Kenny Roberts jr. | Verslag |
| 8     | 24 juni      | TT Assen                | Assen          | Youichi Ui        | Tohru Ukawa    | Alex Barros       | Verslag |
| 9     | 9 juli       | GP van Groot-Brittannië | Donington Park | Youichi Ui        | Ralf Waldmann  | Valentino Rossi   | Verslag |
| 10    | 23 juli      | GP van Duitsland        | Sachsenring    | Youichi Ui        | Olivier Jacque | Alex Barros       | Verslag |
| 11    | 20 augustus  | GP van Tsjechië         | Brno           | Roberto Locatelli | Shinya Nakano  | Max Biaggi        | Verslag |
| 12    | 3 september  | GP van Portugal         | Estoril        | Emilio Alzamora   | Daijiro Kato   | Garry McCoy       | Verslag |
| 13    | 17 september | GP van Valencia         | Valencia       | Roberto Locatelli | Shinya Nakano  | Garry McCoy       | Verslag |
| 14    | 7 oktober    | GP van Rio de Janeiro   | Rio de Janeiro | Simone Sanna      | Daijiro Kato   | Valentino Rossi   | Verslag |
| 15    | 15 oktober   | GP van de Pacific       | Motegi         | Roberto Locatelli | Daijiro Kato   | Kenny Roberts jr. | Verslag |
| 16    | 29 oktober   | GP van Australië        | Phillip Island | Masao Azuma       | Olivier Jacque | Max Biaggi        | Verslag |